# Allgemeinmedizin

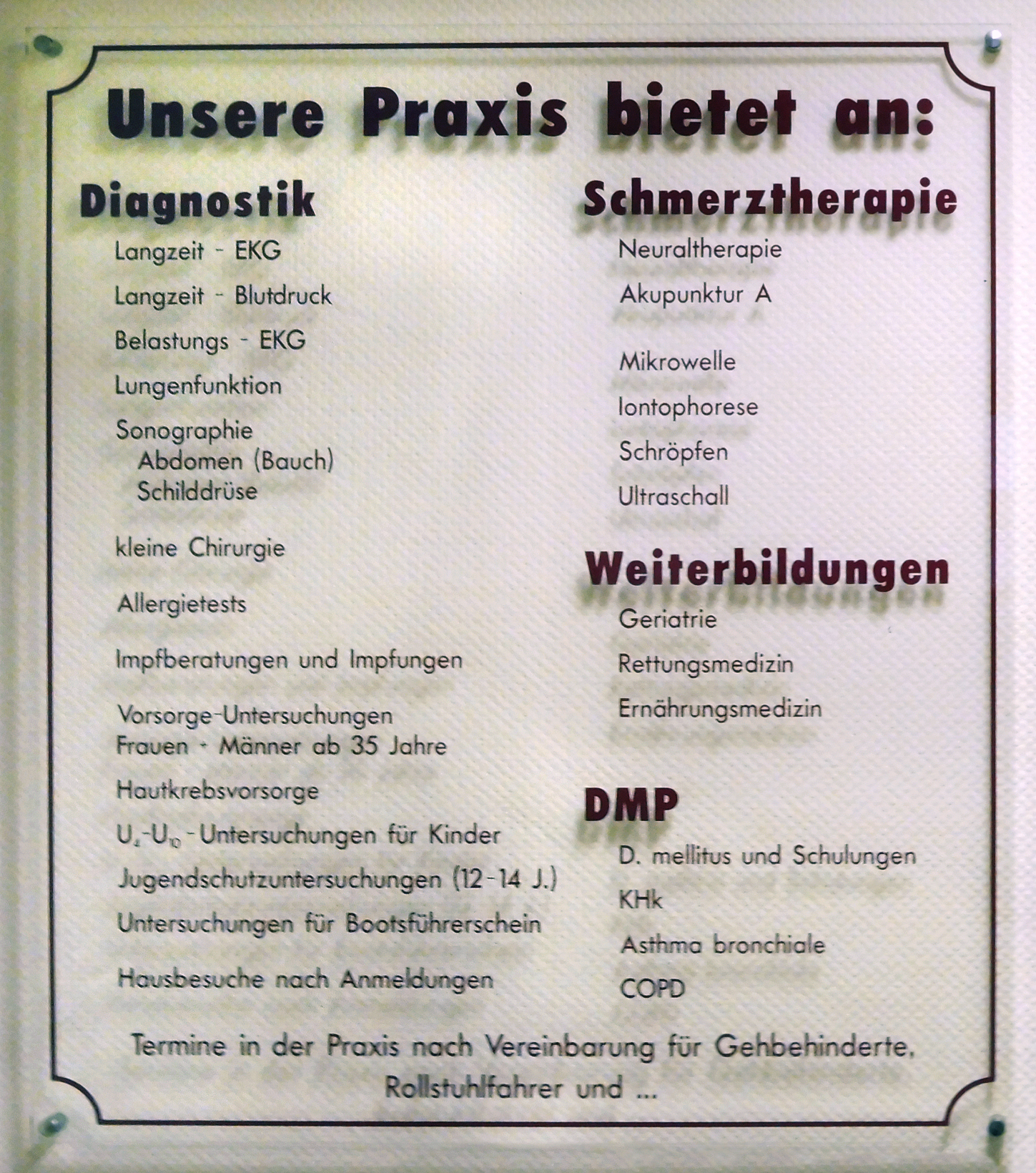
Allgemeinärztliche Leistungen in Mecklenburg

In Europa versteht man unter Allgemeinmedizin den ersten medizinischen Kontaktpunkt im jeweiligen Gesundheitssystem. Sie gewährleistet dabei einen offenen und unbegrenzten Zugang für alle Nutzer und für alle Gesundheitsprobleme, unabhängig von Alter, Geschlecht oder anderen Merkmalen der betroffenen Person. Sie ist eine eigene wissenschaftliche Disziplin mit eigenen Lehrinhalten, ein klinisches Spezialgebiet, das auf die Primärversorgung ausgerichtet ist. In Deutschland ist die Allgemeinmedizin eines der 33 Fachgebiete der Medizin. Die Weiterbildungswege und -zeiten unterscheiden sich dabei von Land zu Land. Im Jahr 1978 erklärt die WHO in der Deklaration von Alma-Ata Gesundheit zu einem Menschenrecht. In dieser Erklärung wird der Begriff der Primary Health Care (offizielle deutschsprachige Übersetzung: Primäre Gesundheitsversorgung) geprägt, der seitdem international für den ersten Zugang zum Gesundheitswesen üblich ist.

## Funktion und Fach
Die Allgemeinmedizin ist eine eigenständige ärztliche Funktion und als solche auf die Versorgung von unausgelesenen Erkrankungsfällen an der ersten ärztlichen Linie spezialisiert. Dabei liegt die Hauptaufgabe im zusammenschauenden, optimalen Umgang mit dem von den Spezialfächern geschaffenen Wissen über Krankheiten und Syndrome. Insbesondere gilt es, Abwendbar gefährliche Verläufe zu bedenken und zu erkennen.
Der Begriff Abwartendes Offenlassen ermahnt, immer bereit zu sein und die Diagnostik in Fällen ohne Diagnosestellung gegebenenfalls wieder aufzunehmen. Zu weiteren unabänderlichen Rahmenbedingungen gehören die limitierten Ressourcen an Zeit und Einschränkungen im Gesundheitswesen finanzieller und personeller Natur.
Das ärztliche Vorgehen in der Praxis ist auch Gegenstand einer spezifischen Grundlagenforschung. Diese wurde im Wesentlichen von Robert N. Braun durch die Entdeckung des Fälleverteilungsgesetzes initiiert. Die Erkenntnisse aus dieser berufstheoretischen Forschung bilden die Berufstheorie. Das reproduzierbare, nun lehrbare Wissen ermöglicht den Übergang von der intuitiv- individuell ausgeübten Funktion zu einem lehrbaren Fach.

## Fachgesellschaften
- Deutschland: Deutsche Gesellschaft für Allgemeinmedizin und Familienmedizin (DEGAM).[8]
- Österreich: Österreichische Gesellschaft für Allgemeinmedizin (ÖGAM)[9]
- Schweiz: Schweizerische Gesellschaft für Allgemeine Innere Medizin (SGAIM).[10]
- Weltverband: World Organization of Family Doctors (WONCA).[11]

## Fachdefinition der Deutschen Gesellschaft für Allgemeinmedizin und Familienmedizin
Die Allgemeinmedizin bietet den niedrigschwelligen Erstkontakt im Gesundheitswesen für alle Gesundheitsprobleme. Von besonderer Bedeutung ist es dabei, die Gesamtpersönlichkeit des Patienten, sein Umfeld und seine Geschichte zu würdigen. Erwünscht sind auf Dauer angelegte Arzt-Patienten-Beziehungen. Ziel ist eine qualitativ hochwertige Versorgung, die den Schutz des Patienten, aber auch die Gesellschaft vor Fehl-, Unter- und Überversorgung mit einschließt. Die DEGAM betont die Funktion der Koordination und Integration medizinischer Maßnahmen in der Zusammenarbeit mit den medizinischen Spezialeinrichtungen sowie das Zusammenführen und Bewerten von Ergebnissen gemeinsam mit dem Patienten.

## Statistik
Zum 31. Dezember 2022 gab es 44.612 berufstätige Fachärzte für Allgemeinmedizin in der Bundesrepublik Deutschland, 23.293 davon waren Frauen. Im ambulanten Bereich waren 37.912 Allgemeinärzte tätig, davon 28.433 in eigener Praxis niedergelassen und 9.477 angestellt. Daneben gab es 1.561 hausärztlich tätige Internisten und 185 praktische Ärzte. Im stationären Bereich arbeiteten 2.368 Allgemeinmediziner. Von den 44.612 berufstätigen Allgemeinmedizinern waren am 31. Dezember 2022 17.921 (40 %) über 60 Jahre alt. In der Deutsche Gesellschaft für Allgemeinmedizin und Familienmedizin (DEGAM), der wissenschaftlichen Fachgesellschaft der Allgemeinärzte, sind 7100 Allgemeinmediziner als Mitglieder organisiert.

## Weiterbildung
Die medizinische Bildung von Allgemeinärzten teilt sich in Ausbildung (Studium der Humanmedizin), Weiterbildung zum Facharzt für Allgemeinmedizin und Fortbildung als Facharzt für Allgemeinmedizin. Die Weiterbildung erfolgt in strukturierter Form und soll die notwendigen ärztlichen Fähig- und Fertigkeiten vertiefen. Die erforderlichen Inhalte und Weiterbildungsdauer wird von den Landesärztekammern festgelegt, eine (Muster-)Weiterbildungsordnung, mit empfehlendem Charakter, wird von der Bundesärztekammer verabschiedet. In der (Muster-)Weiterbildungsordnung von 2018 ist eine Weiterbildungsdauer von 60 Monaten vorgesehen, wovon mindestens 24 Monate in der ambulanten hausärztlichen Versorgung und mindestens 12 Monate im Gebiet Innere Medizin der stationären Akutversorgung abgeleistet werden müssen. Zudem ist eine 80-Stunden umfassende Kurs-Weiterbildung in Psychosomatischer Grundversorgung Inhalt der Weiterbildung.

## Großbritannien (GB)
Im englischsprachigen Ausland werden Allgemeinmediziner als General Practitioners (GP) bezeichnet. In Großbritannien besteht eine kostenlose Heilfürsorge, die vom National Health Service (NHS) organisiert wird. Die primäre Versorgung erfolgt durch den örtlichen Allgemeinmediziner, den örtlichen Apotheker, Zahnarzt, Optiker und Hörakustiker. In Großbritannien ist der Allgemeinmediziner primär für alle Patienten unabhängig von Alter und Geschlecht zuständig. Die Schwangerenvorsorge wird nicht von allen Allgemeinmedizinern durchgeführt. Auch für Kinder ist der Allgemeinmediziner zuständig. Die Regulierung der allgemeinmedizinischen Versorgung erfolgt durch die Royal Commission on the NHS, Chapter 7. In Großbritannien können Allgemeinmediziner in Einzelpraxen oder in Gruppenpraxen arbeiten. Sie sind keine direkten Angestellten des NHS, sondern bekommen Gehalt und Ausstattung über „Family Practitioner Committees (FPCs)“. Die Allgemeinmediziner sind verpflichtet, neben Sprechstunden auch Hausbesuche durchzuführen. Sie organisieren einen regionalen 24-Stunden-Rufdienst. Patienten können nicht direkt in ein Krankenhaus gehen, sondern müssen sich zunächst bei ihrem lokalen Allgemeinmediziner vorstellen. Diese Funktion wird im Englischen als „Gatekeeping“ bezeichnet. Diese Zugangskontrolle zum Krankenhaus durch Allgemeinmediziner wird in England sehr kontrovers diskutiert, da sie ökonomisch zwar sinnvoll ist, aber in dringenden Fällen die stationäre Aufnahme verzögert.